# Света Варвара (Маврово)
„Света Варвара“ (на гръцки: Αγίας Βαρβάρας) е късновъзрожденска православна църква в костурската паланка Маврово (Маврохори), Егейска Македония, Гърция, част от Костурската епархия.
Църквата е разположена в източния край на селото и е гробищен и енорийски храм. Построена в 1901 година върху развалините на по-стар храм, от който са запазени икони.